# Thomas Byles
Pour les articles homonymes, voir Byles.
Thomas Byles, né Roussel Davids Byles (26 février 1870-15 avril 1912) est un prêtre catholique britannique. Fils aîné d'un révérend congrégationaliste, il étudie dans sa jeunesse la théologie à l'université d'Oxford. C'est durant cette période qu'il se convertit au catholicisme et prend le prénom de Thomas. Ordonné prêtre en 1902, il officie dans l'Essex à partir de 1905.
En 1912, son frère résidant à New York lui demande de célébrer son mariage. Pour traverser l'Atlantique, Byles embarque en deuxième classe à bord du Titanic qui effectue alors sa traversée inaugurale. Le soir, le paquebot heurte un iceberg et fait naufrage. Jusqu'à la fin, Byles refuse d'embarquer sur un canot de sauvetage et reste sur le bateau pour aider et soutenir spirituellement les passagers. Il meurt dans la catastrophe.
Le père Byles apparaît rapidement dans le film Titanic de James Cameron : il y récite des prières alors que le navire s'apprête à disparaître sous les flots.

## Biographie

### Famille et formation
Roussel Davids Byles naît le 26 février 1870 à Leeds dans le Yorkshire. Fils de Louisa Davids et du révérend Alfred Holden Byles, il est élevé dans la tradition congrégationaliste. Byles est également l'aîné de sept enfants. La famille est assez aisée : son père est en effet pasteur et hommes d'affaires prospère, et son oncle, William Pollard Byles, est membre du Parlement britannique à deux reprises.
Dans les années 1890, Byles part étudier à Oxford et s'intéresse beaucoup à la religion. Après la conversion de son frère William au catholicisme, il fait de même, et prend pour prénom Thomas.
Ordonné prêtre en 1902, il officie dans l'Essex à partir de 1905 et exerce notamment la charge de curé de la petite paroisse d’Ongar et Doddinghurst.

### Mort à bord duTitanic

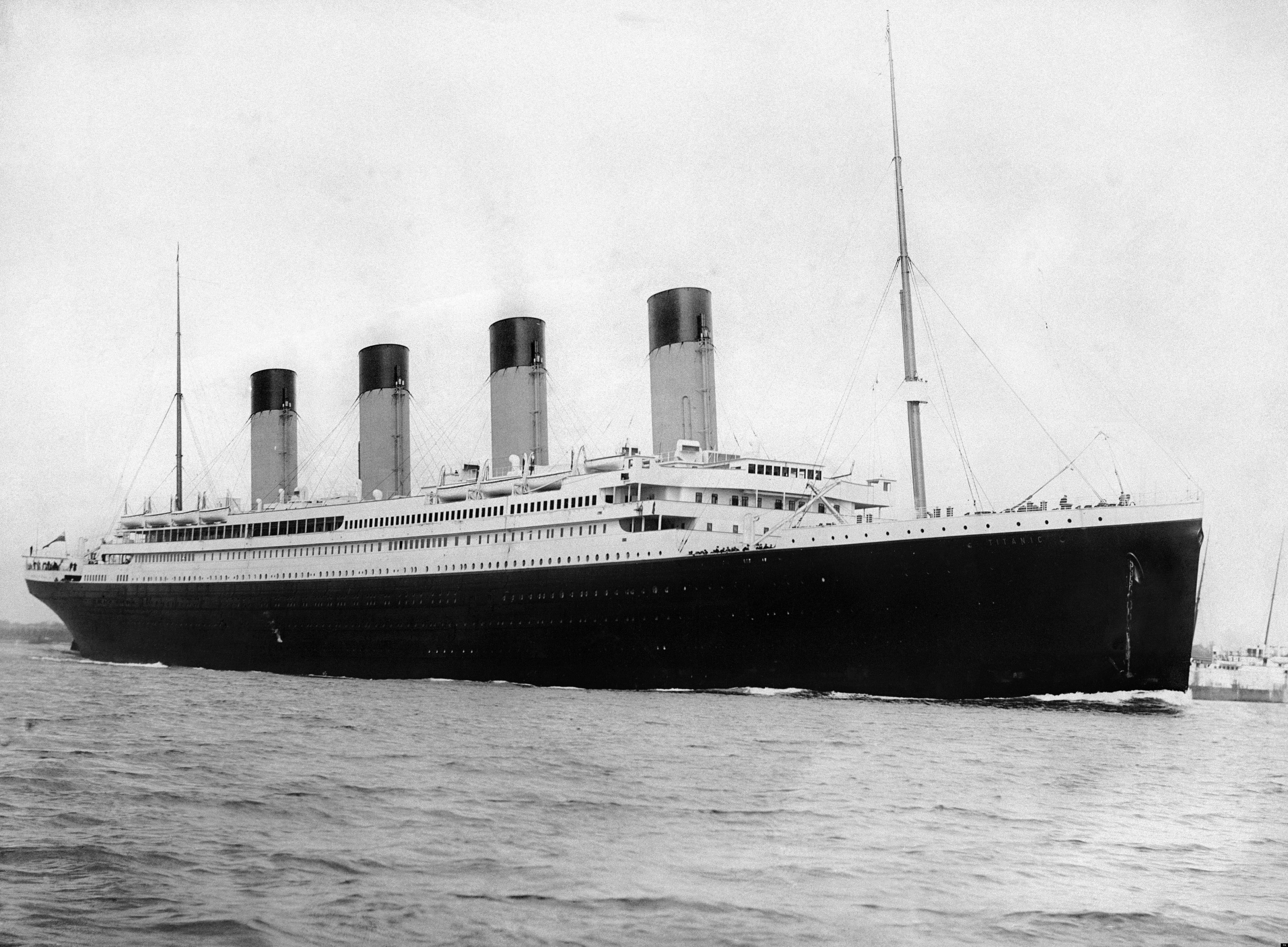
Thomas Byles est mort dans le naufrage du Titanic le 15 avril 1912.

En avril 1912, Thomas Byles est amené à traverser l'Atlantique pour célébrer le mariage de son frère à New York. Il choisit tout d'abord un navire indéterminé de la White Star Line avant de changer, à la toute dernière minute, pour un billet à bord du Titanic sur lequel il embarque en deuxième classe. Le dimanche 14 avril, Byles donne une messe catholique aux passagers de sa classe, avant de se rendre en troisième classe pour y tenir un sermon en anglais et en français. Le père Peruschitz prend ensuite la parole en allemand et en hongrois. Selon le journal Evening World du 22 avril suivant, l'objet de leur sermon était « le besoin pour l'homme d'avoir comme canot de sauvetage le réconfort religieux, à portée de main en cas de naufrage spirituel ».
Le même soir, le Titanic heurte un iceberg et fait naufrage. Le manque de canots de sauvetage empêche de sauver tous les passagers. Résigné à son sort, Byles reste sur le navire jusqu'au bout, confessant ceux qui le souhaitent et récitant son rosaire. Selon des témoins, il aurait donné plus de cent absolutions ce soir-là. Une semaine après la catastrophe, le Newark Evening News rapporte pour sa part que Byles a refusé qu'on lui donne un gilet de sauvetage et l'a confié à un autre passager. D'autres journaux racontent qu'il a par deux fois refusé d'embarquer dans un canot lorsqu'on le lui a proposé. Il meurt dans la tragédie lorsque le Titanic coule le 15 avril à 2 heures du matin. Son corps n'a jamais été retrouvé, ou du moins identifié.

## Postérité
Le naufrage du Titanic et la mort de Byles n'empêchent pas son frère de se marier devant un autre prêtre puis d'assister à un requiem en sa mémoire. Le couple part ensuite en voyage de noces en Europe, et après avoir visité Londres, se rend à Rome. Ils sont alors reçus par le pape Pie X, qui qualifie Thomas Byles de « martyr de l'Église » pour ses actes cette nuit-là. Un mémorial en son honneur est également établi dans l'église de Chipping Ongar dans l'Essex. En avril 2015, le père Graham Smith, son lointain successeur en tant que curé d’Ongar et Doddinghurst, affirme qu'il « devrait être canonisé » et appelle ainsi les fidèles du monde entier à « demander son intercession s’ils sont dans la détresse afin que, si un miracle advient, sa béatification, puis sa canonisation puissent avancer ».
Le personnage de Byles apparaît nommément dans deux films sur la catastrophe. Dans S.O.S. « Titanic » (1979), il est interprété par Matthew Guinness et Titanic (1997) de James Cameron le met également en scène brièvement sous les traits de James Lancaster. Byles y apparaît récitant des prières entouré d'une masse de fidèles tandis que la poupe du paquebot s'élève avant de disparaître sous les eaux.